# Budweiser (Anheuser-Busch)

Logo van Budweiser

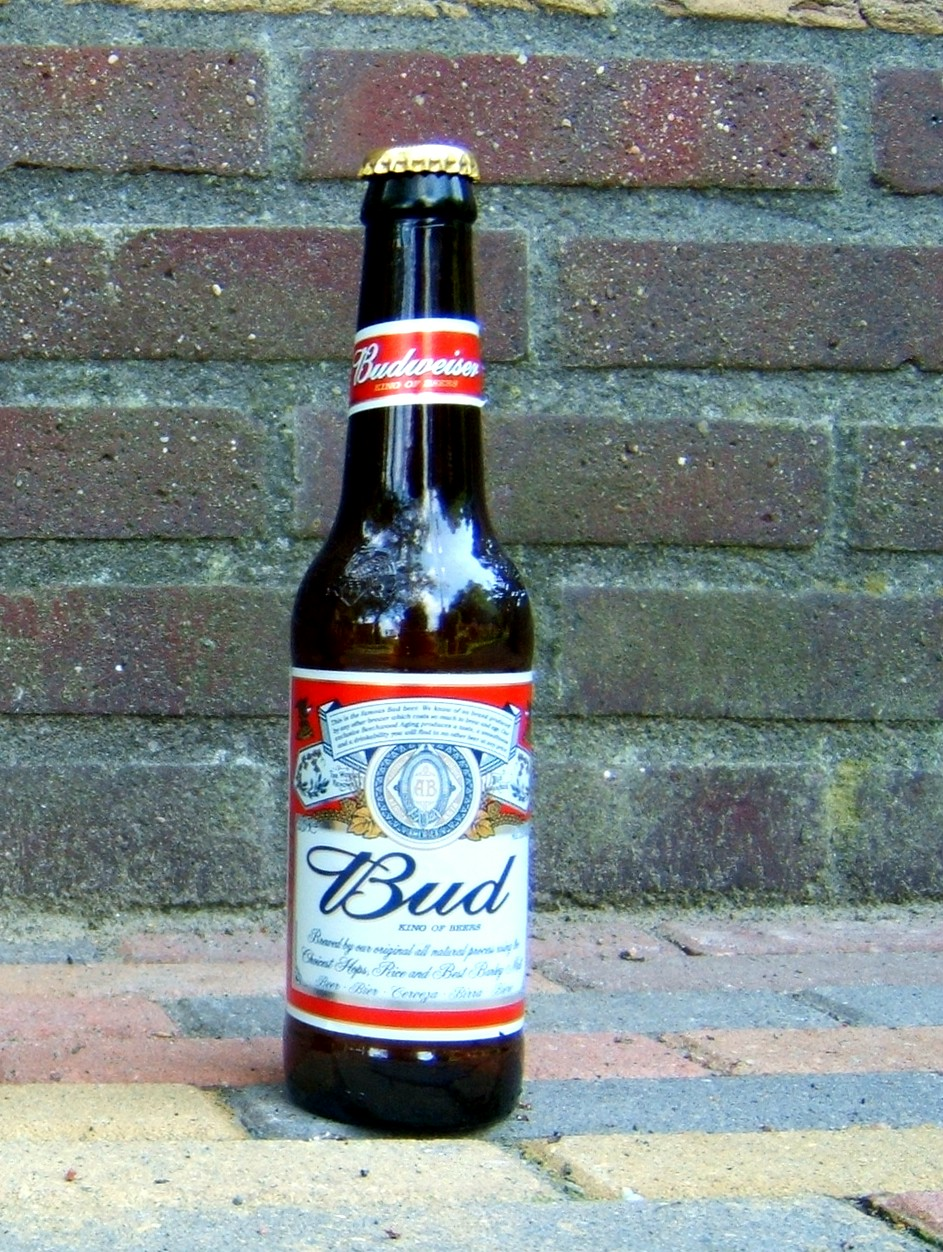
Genuine Bud alc. 5%

Budweiser, vaak afgekort tot Bud, was het belangrijkste biermerk van het bedrijf Anheuser-Busch en hoort nu tot de Anheuser-Busch InBev groep. Het wordt verkocht met de reclamekreet "King of Beers". Budweiser is een Amerikaans lager dat wordt gebrouwen met behulp van technieken uit de massaproductie. Zoals veel andere Amerikaanse lagers, heeft het weinig smaak en veel koolzuur; het is het vlakste bier (qua smaak) van alle internationaal gedistribueerde lagers. 
Lager veroudert, net als veel andere levensmiddelen, snel met de toenemende leeftijd van het product en door invloed van hitte. Het bedrijf heeft hierdoor strenge eisen op het gebied van verpakken en verkoop. Zo zijn er meerdere Budweiser-brouwerijen in de Verenigde Staten waarvan er veel rondleidingen verzorgen. Na afloop van de tour door de fabriek wordt door de gids aan enkele vrijwilligers gevraagd of zij een "mishandelde" (Engels: "punished Budweiser") willen proberen. Dit bier is in een hittekamer gedurende twee weken weggezet. De vergelijking tussen een verse Budweiser en een "mishandelde" dient om aan te tonen hoe gevoelig bier voor hitte is.  Budweiser wordt door andere brouwerijen elders in de wereld in licentie gebrouwen. 
Het bedrijf sponsort veel sporten en computerspelletjes. Ook is het bekend van de humorvolle advertenties. Daarnaast is het merk ook beroemd (of berucht) om haar wereldwijde gerechtelijke processen over het gebruik van de handelsnaam Budweiser. De uitkomst van deze processen is wisselend. Voetballer Lionel Messi is hoofdpartner met het biermerk.

## Marktaandeel
Anheuser-Busch heeft een marktaandeel van ongeveer 50% van alle verkrijgbare bieren in de Verenigde Staten. De grootste concurrent van Anheuser-Busch, SABMiller was in een prijzenoorlog verwikkeld met het bedrijf. Ondanks het grote commerciële succes van Budweiser, heeft het een slechte reputatie onder bierproevers, zowel in binnen- als buitenland. Zij verafschuwen de "vlakke" smaak van het bier en in het algemeen van de Amerikaanse lagers. Ondanks deze reputatie, is het bedrijf erg succesvol in drie markten buiten de V.S.: 
- in China (dat een groeimarkt is), heeft Anheuser-Busch InBev een eigen brouwerij te Wuhan sinds 1995. In 2004 had het bedrijf een productie van 3,07 miljoen hectoliter. Dit dient te groeien naar 4 miljoen hectoliter in 2005;
- in het Verenigd Koninkrijk, waar Anheuser-Busch eigenaar is van de Stag brouwerij in Mortlake, is Budweiser nummer twee van de verkrijgbare lagers;
- in Canada, waar Labatt Brewing Company Budweiser en Bud Light brouwt en verpakt voor de Canadese markt, werd Budweiser in 2004 het grootste biermerk.

Daarnaast heeft Budweiser grote marktaandelen in Mexico, waar het bedrijf Grupo Modelo (sinds 2012 volledig eigendom van AB-InBev), Budweiser en Bud Light distribueert. In Ierland wordt het gebrouwen, verpakt en aan de man gebracht door Guinness.  Daarnaast is Budweiser ook verkrijgbaar in Italië en Argentinië vanwege partnerschappen van Anheuser-Busch met grote lokale brouwerijen.

## De naam
Met de mondialisering van merken, vormt Budweiser Budvar, een Tsjechisch bier met dezelfde naam, een probleem in een aantal markten (vooral Europa). Er zijn contractuele afspraken gemaakt tussen Anheuser-Busch en de Tsjechische brouwer over de verdeling van het gebruik van de naam "Budweiser". Hierdoor wordt het product van Anheuser-Busch verkocht als "Bud", o.a. in Frankrijk, Nederland en België, waar het bier verdeeld wordt door brouwerij Corsendonk. In Duitsland wordt het verkocht onder de naam "Anheuser-Busch B", waar het Tsjechische bier de rechten op de naam heeft gekregen. Anheuser-Busch heeft voorstellen gedaan om de Tsjechische brouwerij op te kopen om zodoende dit geschil uit de wereld te helpen. De Tsjechische regering (die een gouden aandeel in de brouwerij bezit) heeft dit aanbod naast zich neergelegd, mede vanwege de nationale trots van de naam. Daarnaast vonden de Tsjechen het bod op de brouwerij eens te laag.

## Merkportfolio
Het portfolio voor Budweiser bestaat uit:
- Budweiser (Lager)
- Budweiser Select
- Bud Light
- Bud Dry
- Bud Ice
- Bud Ice Light